# Négus

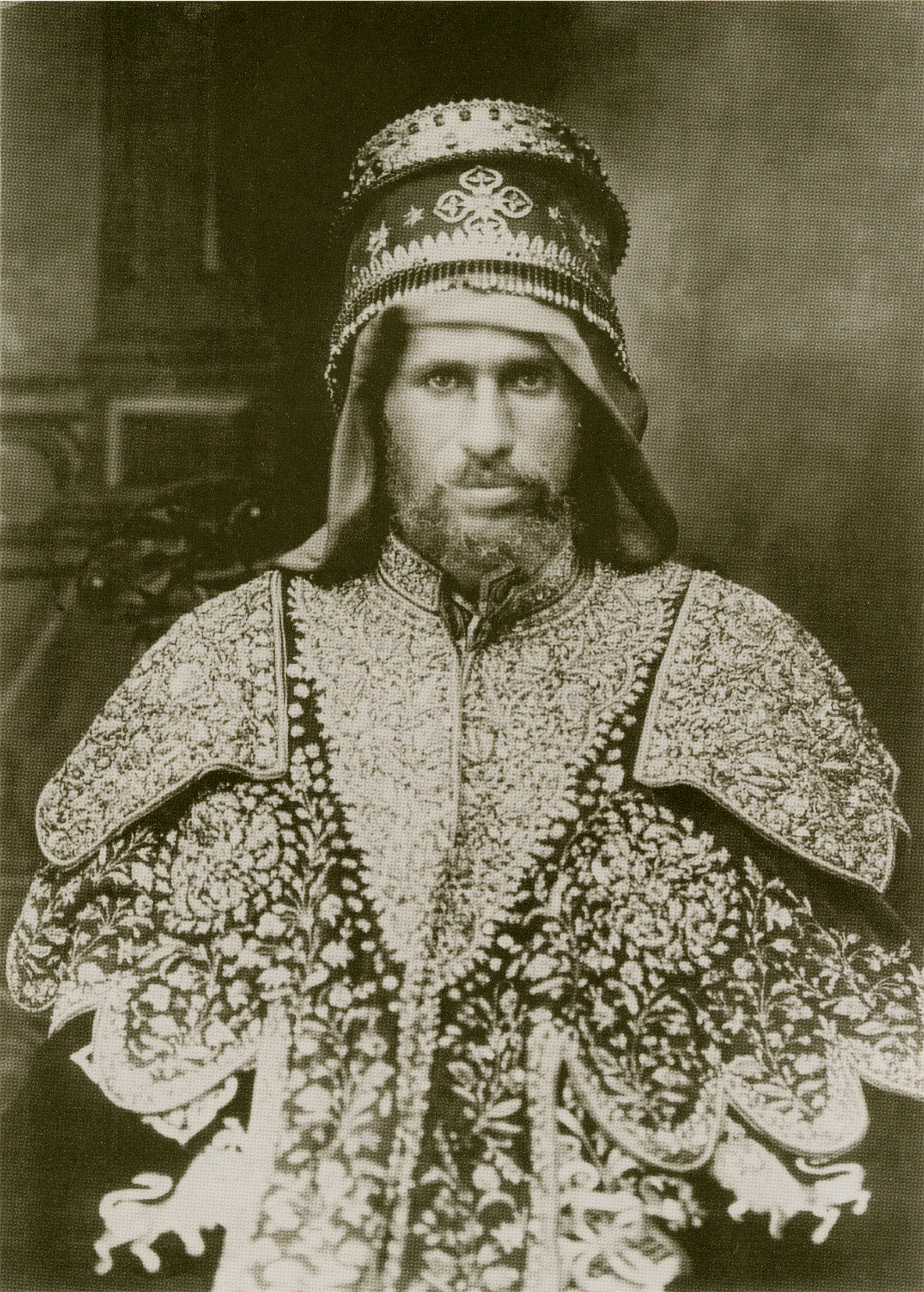
Tekle Hajmanot, Godzsam négusa (1881-1901), II. Menelik idején.

A négus az etiópiai sémi nyelvű népek körében elterjedt uralkodói cím. Kezdetben általános értelemben királyt, uralkodót jelentett. Miután a térség első nagy birodalmának, Akszúmnak az uralkodója felvette a nagasa nagasi (’királyok királya; császár’) címet, a négus titulus a hűbéres fejedelmeket illette meg. Etiópia (Abesszínia) császárai egyes népcsoportok vezetőinek, alárendelt uralkodóknak, a császári dinasztia kiemelkedő tagjainak adományozták. Hailé Szelasszié császárrá koronázásáig szintén a négus címet viselte, hivatalos használata 1942-ben megszűnt. Az iszlám forrásokban a négus címet al-Nadzsaszi alakban írják le (arab írással: النجاشي).

## Etimológia
Az etióp-sémi nyelvcsalád fejlődése során az „m-l-k” szó, amely eredetileg a királyt jelentő három mássalhangzós szógyök volt, a töredékesen megőrzödött „ʾämlak, ʔamlāk” formában az „isten” általános jelentésű szóvá, valamint az angyali vagy isteni jelentésű male szóvá emelkedett. Lehetséges, hogy az ʔamlāk a héber Él (Elohim) JHVH, vagy arab Allah (Ilu) megnevezésekhez hasonló tabu miatt veszett el. Ebben az időben az uralkodóra utaló ősi szemita kifejezés, a n-g-s (a proto-szemita √ngɬ „tolni, munkára kényszeríteni” szóból), kezdett „királyt” jelenteni. Ezzel a kifejezéssel együtt az etiópiai D'mt állam korai szakaszában a déli sémi Mukarrib (papkirály) kifejezés, amelyet főként a Szabá Királysághoz társítottak, használatban volt, és a ge'ez nyelvű malak a Gondarine-korszakig megmaradt a trónnevekben. A n-g-s jelentésbeli eltolódásának létezése az etióp-sémi nyelvekben bizonyíték arra, hogy ezek a nyelvek nem a sémi nyelvcsalád különálló ágait képviselik.
Egy ősi arámi feliratban, amely Attar (Aṯtar) istent említi, a neve után a ngš (𐡍𐡂𐡔) cím áll, amely a szó óészak arab megfelelője, és „uralkodó” jelentéssel bír. Különböző más keleti és nyugati sémi nyelvekben, például az akkád nyelvben a habeszák vezetőinek címe rokon értelmű a négussal, jelentése az akkád birodalom vazallus uralkodónak címétől a zsarnokig terjedt.

## Történelem
A négus egy ge'ez nyelvű szó, és a sémi ngś gyökből származik, amelynek jelentése „uralkodni”. A cím legpontosabb európai megfelelője az ókori Athénban használt Baszileusz (görög ábécével βασιλεύς), amely sokszor szerepelt az akszúmi pénzérméken. A címet később a „király” vagy „császár” szó lefordítására használták a Bibliában és más irodalmi művekben. Idővel megtisztelő címként adományozták a birodalom legfontosabb tartományai és királyságai: Godzsam, Begemder, Volló, Tigré és a tengerparti királyság (a mai Eritrea középső része, ahol a Bahri Negasi=tengeri király uralkodott) vezetőinek. A „meridazmatics” katonai címet eredetileg Soa uralkodói használták Szahle Szelasszié uralkodásáig, amikor ő és utódai is átvették a királyi címet. A korai nyugati forrásokban tévesen a császár címének lefordítására (Atse) használták, az arab és hindi nyelvből átvéve (नजाशी).

## A popkultúrában
- 1904-ben megjelent Through the Lands of the Serb című könyvében az angol antropológus Mary E. Durham bizonyítékok nélkül tévesen állította, hogy a négus szó egy hercegovinai falu, Njegushi nevéből származik.
- Kendrick Lamar 2015-ös „I” című dalában megjelenik a négus cím, összehasonlítva az N- betűs szóval” (ez tévedés, ugyanis a néger megnevezésnek semmi köze az uralkodói címhez, hanem a latin negro=fekete szóból ered).